# Enrique Molins
Enrique «Jamsal» Molins (San Salvador, 11 de noviembre de 1941) es un expiloto salvadoreño de automovilismo.

## Trayectoria

### Inicios
Nació en San Salvador y desde pequeño mostró interés por la velocidad y la competencia. En su juventud emigró a España junto a su hermano Juan Andrés, con quien inicialmente compitió en rallies y circuitos europeos. Tras la muerte de su hermano en un accidente automovilístico en Alemania, Molins asumió el rol de piloto.
Adoptó el seudónimo "Jamsal", acrónimo de Juan Andrés Molins y SAL por El Salvador, para competir sin que su padre se enterara, pues se oponía a que siguiera corriendo tras el fallecimiento de su hermano. Logró triunfos importantes en España y el resto de Europa con vehículos BMW, Alfa Romeo, Porsche, entre otras marcas.

### Automovilismo
De regreso en El Salvador, fue figura dominante en las competencias nacionales y centroamericanas desde la década de 1960 hasta su última carrera en 1994. Ganó innumerables carreras y campeonatos conduciendo autos Renault, BMW, Alfa Romeo y Ford, entre otros. Participó en competencias internacionales como las 24 Horas de Daytona. En su carrera deportiva destacan su podio en las 24 Horas de Daytona y su triunfo en las 6 Horas de El Salvador de 1981, puntuables para el Campeonato Mundial de Resistencia.

### Fuera de las pistas
Fundó el Automóvil Club de El Salvador y el Autódromo El Jabalí, el escenario más importante del automovilismo salvadoreño. Se retiró invicto de las pistas en 1994 tras 34 años de exitosa carrera. Es considerado el piloto más laureado en la historia del automovilismo de El Salvador. Molins también fue presidente de la Federación Salvadoreña de Tenis, el Instituto Nacional de los Deportes y Confederación de Tenis de Centroamérica y el Caribe.

## Resultados

### 24 Horas de Daytona
| Año  | Equipo        | Copilotos                 | Automóvil   | Clase | Vueltas | Pos. | Pos. Clase |
| ---- | ------------- | ------------------------- | ----------- | ----- | ------- | ---- | ---------- |
| 1986 | Latino Racing | Kikos Fonseca Luis Méndez | Porsche 934 | GTO   | 512     | 13.º | 3.º        |

### Campeonato Mundial de Resistencia
| Temporada | Equipo         | Carrera                | Victorias | Poles | VR | Podios | Puntos | Pos. |
| --------- | -------------- | ---------------------- | --------- | ----- | -- | ------ | ------ | ---- |
| 1984      | Scorpio Racing | 6 Horas de El Salvador | 1         | 1     | 1  | 1      | 26     | 1    |
| 1985      | Latino Racing  | 3 Horas de El Salvador | 1         | 1     | 1  | 1      | 26     | 1    |
| Fuente:   |                |                        |           |       |    |        |        |      |

### IMSA GT Championship
| Temporada | Equipo           | Carreras | Victorias | Poles | VR | Podios | Puntos | Pos. |
| --------- | ---------------- | -------- | --------- | ----- | -- | ------ | ------ | ---- |
| 1976      | Carlos Morán     | 3        | 0         | 0     | 0  | 0      | 11     | 35   |
| 1977      | Carlos Morán     | 2        | 0         | 0     | 0  | 0      | 0      | 101  |
| 1979      | Heimrath Racing  | 1        | 0         | 0     | 0  | 0      | 0      | 107  |
| 1980      | Scorpio Racing   | 3        | 0         | 0     | 0  | 0      | 6      | 95   |
| 1981      | Scorpio Racing   | 6        | 0         | 0     | 0  | 0      | 4      | 93   |
| 1982      | Scorpio Racing   | 3        | 0         | 0     | 0  | 0      | 3      | 44   |
| 1983      | Taca El Salvador | 2        | 0         | 0     | 0  | 0      | 2      | 32   |
| 1983      | Scorpio Racing   | 1        | 0         | 0     | 0  | 0      | 10     | 32   |
| 1983      | Latino Racing    | 1        | 0         | 0     | 0  | 0      | 6      | 32   |
| 1984      | Scorpio Racing   | 2        | 0         | 0     | 0  | 0      | 5      | 74   |
| 1984      | Latino Racing    | 2        | 0         | 0     | 0  | 0      | 0      | 74   |
| 1985      | Scorpio Racing   | 5        | 0         | 0     | 0  | 0      | 3      | 52   |
| 1985      | Latino Racing    | 1        | 0         | 0     | 0  | 0      | 8      | 52   |
| 1986      | Aesa Airlines    | 1        | 0         | 0     | 0  | 0      | 4      | 31   |
| 1986      | Latino Racing    | 4        | 0         | 0     | 0  | 1      | 18     | 31   |
| Fuente:   |                  |          |           |       |    |        |        |      |

### Trans-Am Championship
| Temporada | Equipo         | Carreras | Victorias | Poles | VR | Podios | Puntos | Pos. |
| --------- | -------------- | -------- | --------- | ----- | -- | ------ | ------ | ---- |
| 1978      | Scorpio Racing | 1        | 0         | 0     | 0  | 0      | 6      | 27   |
| Fuente:   |                |          |           |       |    |        |        |      |

### Trofeo Homenaje a las Provincias
| Temporada | Equipo | Carreras | Victorias | Poles | VR | Podios | Puntos | Pos. |
| --------- | ------ | -------- | --------- | ----- | -- | ------ | ------ | ---- |
| 1970      | Jamsal | 1        | 1         | 1     | 1  | 1      | 25     | 1    |
| Fuente:   |        |          |           |       |    |        |        |      |

### Trofeo del Deporte Español
| Temporada | Equipo | Carreras | Victorias | Poles | VR | Podios | Puntos | Pos. |
| --------- | ------ | -------- | --------- | ----- | -- | ------ | ------ | ---- |
| 1970      | Jamsal | 1        | 1         | 1     | 1  | 1      | 25     | 1    |
| Fuente:   |        |          |           |       |    |        |        |      |